# Юзефово (Смолевичский район)
Юзефо́во (бел. Юзафова) — деревня в Смолевичском районе Минской области. Входит в Усяжский сельсовет.
До 30 октября 2009 года года деревня входила в Юрьевский сельсовет.

## География
Деревня Юзефово находится на расстоянии в 14 км к северо-западу от Смолевичей, административного центра района, и одноимённой железнодорожной станцией на линии «Минск—Орша» и в 42 км от Минска. Абсолютная высота — 178 метров над уровнем моря.

## История
Деревня известна с конца XIX века. В 1885—1917 годах — хутор в составе Юрьевской волости Борисовского уезда Минской губернии. После Октябрьской революции хутор был преобразован посёлок, была открыта трудовая школа I степени.
С 20 августа 1924 года по 26 июля 1930 года деревня входила в состав Смолевичского района Минского округа. С 20 февраля 1938 года в составе Минской области. В начале 1930-х годов действовал колхоз «Красный путиловец» (бел. Чырвоны пуцілавец).
В годы Великой Отечественной войны, с конца июня 1941 года по начало июля 1944 года, деревня была оккупирована немецкими захватчиками, 18 жителей деревни погибли на фронте, восемь — в партизанской борьбе.
С 25 декабря 1962 года — в Логойском районе, с 6 января 1965 года — в Смолевичском районе.
В 1988 году действовал колхоз «Парижская коммуна» (бел. Парыжская Камуна), работали животноводческая ферма и магазин.

## Демография
| Год  | Численность |
| ---- | ----------- |
| 1897 | 33          |
| 1917 | ↘ 9         |
| 1926 | ↗ 184       |
| 1959 | ↗ 213       |
| 1988 | ↘ 70        |
| 1996 | ↘ 48        |
| 2013 | ↘ 34        |

## Известные уроженцы
- Станислав Феликсович Акулич (род. 1934) — Герой Социалистического Труда (1981)